# Ewen Cameron (homme politique)
Pour les articles homonymes, voir Ewen Cameron et Cameron.
 (février 2021).
Ewen Cameron James Hanning (né le 24 novembre 1949) est un propriétaire foncier et pair à vie qui siège en tant que crossbencher à la Chambre des lords.

## Biographie
Il est le fils du major Allan Cameron, lui-même deuxième fils du colonel Sir Donald Walter Cameron de Lochiel. Sa mère (Mary) Elizabeth Vaughan-Lee est issue d'une famille propriétaire foncière du Somerset .
Formé à la Harrow School et à l'Université d'Oxford, où il étudie l'histoire moderne, Cameron est directeur du domaine de Dillington dans le Somerset, qui est dans la famille de sa mère depuis plus de 250 ans et dont il a fait son titre de baron, depuis 1971. Il est président national de la Country Land and Business Association de 1995 à 1997 et membre de la Table ronde du gouvernement britannique pour le développement durable de 1997 à 2000, date à laquelle elle est abolie pour créer la Commission du développement durable. Il est président de la Countryside Agency de 1999 à 2004 et défenseur rural du gouvernement britannique pour l'Angleterre de 2000 à 2004.
Il est nommé Haut Shérif de Somerset pour 1986 et élevé à une pairie à vie comme baron Cameron de Dillington, de Dillington dans le comté de Somerset le 29 juin 2004, après avoir été fait chevalier dans les honneurs du Nouvel An 2003.
Il est membre de la Royal Institution of Chartered Surveyors et des Royal Agricultural Societies. Entre 2010 et 2015, il est président de la Guilde des journalistes agricoles . Il est coprésident du Groupe parlementaire multipartite sur l'agriculture et l'alimentation pour le développement, aux côtés du député Tony Baldry, depuis les élections de 2010.

## Famille
Lord Cameron épouse Caroline Anne Ripley en 1975, fille d'Horace Derek de Chapeaurouge Ripley, et a trois fils et une fille. Sa sœur cadette, Bridie Donalda Elspeth Cameron (aujourd'hui Lady Donald Graham), est mariée à Lord Donald Graham, demi-frère de James Graham (8e duc de Montrose).